# Philosoma
Philosoma — видеоигра в жанре shoot 'em up, разработанная компанией G Artist и выпущенная Sony Computer Entertainment America в 1995—1996 годах эксклюзивно для игровой консоли Sony Playstation.
Игра использует научно-фантастическую тематику. Сюжет рассказывается в CG-заставках между уровнями и развивается по мере прохождения игры. В разных уровнях используется разный способ отображения игровой ситуации — вид сверху с вертикальной прокруткой, вид сбоку с горизонтальной прокруткой, вид сзади.

## Сюжет
Сюжет рассказывает о миссиях космического эскадрона под командованием Николларда Мичу (Nicollard Michau) на борту космического корабля UNF-Galant. С обитаемой чужой планеты под названием 220 приходит сообщение, что планета подверглась атаке неизвестного противника и требуется поддержка. Команды Альфа и Браво приняли вызов и больше на связь не выходили. Игрок выполняет роль пилота-новичка D3, входящего в группу Дельта, которая пытается нейтрализовать неизвестную угрозу. В ходе миссии группа раскрывает ужасный секрет, скрытый в глубине планеты.

## Оценки
Игра получила звание «лучшего шутера 1995 года» в журнале Electronic Gaming Monthly.